# Гернер G
Гернер G.  (нем. Gerner G) је породица немачких једномоторних, двоседих, двокрилних, лаких спортских авиона, који су се користили као авион за почетну обуку пилота, између два светска рата.

## Пројектовање и развој
Ову породицу авиона је пројектовао инж. Макс Гернер (7.04.1900—24.03.1977). Први авион из ове фамилије, Гернер G.I са мотором Анцани 3Y био је приказан на ваздухопловној изложби ИЛА у Берлину 1928. године. Овај модел авиона је остао само на прототипу јер се у току испитивања констатовало да је мотор преслаб за карактеристике авиона које се очекују. После више експеримената са различитим моторима, дошло се до авиона Гернер G.II RB са мотором Hirth HM 60 снаге 80 KS, који је ушао у серијску производњу.

## Технички опис
Авион је био двокрилац са једним мотором, двокраком елисом од дурала, са два члана посаде.
Носећа конструкција трупа авиона је била потпуно направљена од челичних цеви а оплата од импрегнираног платна. Попречни пресек трупа је био правоугаони. Предњи део авиона (до прве кабине) је био обложен са алуминијумским лимом. У трупу су се налазиле две кабине у тандем распореду (једна иза друге). Стандардна верзија авиона је имала дупле команде.
Авион је био најчешће опремљен ваздухом хлађеним радијалним мотором Hirth HM 60 снаге 80 KS. На вратилу мотора је била насађена двокрака елиса фиксног корака направљена од дуралуминијума.
Носећа конструкција крила је од дрвета са две рамењаче обложен платном. Крилца за управљање авионом су се налазила на горњим и доњим крилима међусобно повезана чврстом полугом. Крила су између себе била повезана са једним паром металних упорница у облку ћириличног слова И. Оба крила су имала облик правоугаоника са благим полукружним завршетком, стим што је горње крило имало већи размах и било је померено према кљуну авиона у односу на доње.
Стајни трап је био фиксан потпуно направљен од металних профила са точковима великог пречника и високо притисним гумама. Испод репа се налазила еластична дрвена дрљача.

### Варијанте авиона Гернер G.
- G.I - Прототип са мотором Anzani 3Y.
- G.II R - Прототипови са радијалним моторима Salmson 9AD и BMW X.
- G.II RB - Производна верзија са моторима Hirth HM 60 / Hirth HM 60R направљено 40 примерака.
- G.II RC - Модел са модификованим резервоаром и крилима, новим стајним трапом и стабилизатором, у Адлер-у направљено 13 авиона.

## Земље које су користиле авион Гернер G.
- Краљевина Југославија
- Трећи рајх

## Оперативно коришћење
Произведено је укупно 55 авиона свих типова. Авиони су се користили за обуку пилота почетника као и за панорамске летове и такмичења.

### Авион Гернер G. у Југославији
Осјечки трговац Тодор Дрндарски је децембра месеца 1932. године увезао један лаки спортски двокрилац марке Гернер G.I. Овај авион је произведен у фирми Gerner & Koch, испробан је 25. децембра у Осјеку, а регистрован 3. јануара 1933. године добивши ознаку UN-PBE. Незадовољан карактеристикама авиона господин Тодор је одмах након регистрације заменио оригинално уграђен мотор Anzani 3Y, јачим такође радијалним седмоцилиндричним ваздухом хлађеним мотором са редуктором Pobjoy R снаге 85 KS. Авион је са овим мотором летео све док није уништен у Белишћу 24. јуна 1934. године, кад је и избрисан из Југословенског регистра. Ово је била највећа авионска несрећа у Краљевини Југославији, када се изводећи акробације авион Гернер G.I регистарских ознака YU-PBE срушио међу гледаоце усмртивши при том 5 а ранивши 14 посетилаца аеромитинга.